# 伯奇伍德村 (明尼蘇達州)
伯奇伍德村（英語：Birchwood Village）是一個位於美國明尼蘇達州華盛頓縣的城市。

## 人口
根據2020年美國人口普查的數據，伯奇伍德村的面積為0.89平方千米，當中陸地面積為0.86平方千米，而水域面積為0.02平方千米。當地共有人口863人，而人口密度為每平方千米970人。